# 等級君主制
等級君主制是十三至十四世紀西歐君主制國家的國王藉助包含各封建等級成員的代表機構所實施統治的一種方式。在中世紀的法國，社會階層分為三個等級，第一等級是教士，第二等級是貴族，第三等級是平民。而參與代表機構的成員通常涵蓋各個等級。國王會借助代表機構討論徵稅等議題。歷史上著名的等級代表機構有1302年法國三級會議、孟福爾議會等。16世紀初等級君主制逐漸被君主專制取代。